# Camer.be
Camer.be ist eine kamerunische Online-Zeitung, die hauptsächlich französischsprachig ist. Gegründet wurde sie 2005 durch die Camer-Group mit Sitz in Brüssel (Belgien). Die Abkürzung camer steht für Cameroun und .be für Belgien. 
Die Zeitung liefert täglich Nachrichten über Politik, Wirtschaft, Gesellschaft, Kultur und Sport in Kamerun und Afrika. Der Herausgeber ist Jean-Pierre Bouneck und der Chefredakteur ist Hugues Seumo.
Eine Parallelseite, Camer-sport.be, beschäftigt sich ausschließlich mit Sportnachrichten. Der Chefredakteur ist Hermann Oswald G´nowa.
Mittlerweile zählt Camer.be zu den 10 meistbesuchten kamerunischen Webseiten.
Am 13. Juli 2012 erhielt diese Online-Zeitung die Auszeichnung „Le Njawe Prize Du Meilleur Journal En Ligne“ in Erinnerung an den verstorbenen kamerunischen Journalisten, Menschen- und Presserechtler Pius Njawe.